# DSB MW
Die beiden dieselelektrischen Lokomotiven der Baureihe MW wurden 1928 von Danske Statsbaner (DSB) als erste Diesellokomotiven des Herstellers Burmeister & Wain in Kopenhagen bestellt. Sie wurden 1929 mit den Baunummern 1 und 2 ausgeliefert.

## Technik

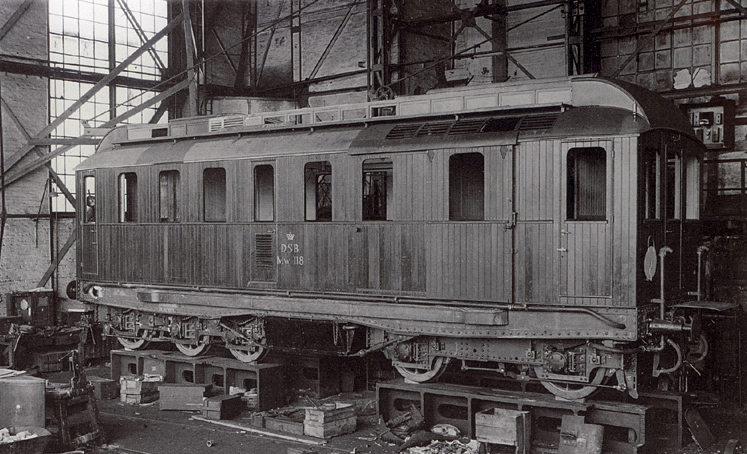
MW 118 - 1928 während der Bauphase

Die beiden Lokomotiven wurden mit einem Sechszylindermotor vom Typ 622-VGL-32 ausgestattet. Der Wagenkasten bestand aus einem Holzaufbau. Der Innenraum enthielt neben dem Motorraum ein Gepäckabteil mit einer Zulademöglichkeit von zwei Tonnen sowie einen Kesselraum mit einem Heizkessel für die Zugheizung. Sie waren mit Druckluftbremse und Saugluftbremse sowie den entsprechenden Armaturen ausgestattet.
Der Drehzapfenabstand betrug 5,87 m. Der Achsabstand im zweiachsigen Drehgestell betrug 2400 mm, der im dreiachsigen Drehgestell insgesamt 3000 mm, der Einzelabstand zwischen den Achsen 1,38 m und 1,62 m. Für die Lok- und Zugbeleuchtung war ein Stromerzeuger mit 65 Volt eingebaut. Das maximale Zuggewicht durfte 180 Tonnen betragen.
Die MW 117 kostete 174.000 Kronen und wurde von der Allmänna Svenska Elektriska Aktiebolaget (ASEA) mit den elektrischen Komponenten ausgerüstet. Die MW 118 kostete 171.000 Kronen, für diese Lokomotive hatte Thrige die Elektrokomponenten geliefert.

## Einsatz
Der Einsatzbereich der Lokomotiven war der 1. Distrikt (Seeland), sie wurden unter anderem als Nachfolger der MT (I) für den Güterzugbetrieb auf der Sjællandske midtbane verwendet. Der Einsatz endete bereits am 4. März 1938 mit ihrer Ausmusterung.

## Weitere Verwendung
Die ausgemusterten Lokomotiven wurden von 1938 bis 1941 als stationäre Heizanlagen in der Centralværkstedet København verwendet. 1942 erfolgte die Zerlegung. Brauchbare Teile wurden weiter verwendet, vor allem die vier Drehgestelle. Aus ihnen entstanden zwei Spezialwagen.

### DSB TL 9999 (II)
Aus den beiden zweiachsigen Drehgestellen entstand 1943 der vierachsige Flachwagen TL 9999 in Zweitbesetzung, der in Århus beheimatet wurde, 13,73 Meter lang war, eine Druckluftleitung und eine Handbremse besaß und nur zum Transport von Kränen diente. Das Leergewicht betrug 21,9 t, das Gesamtgewicht mit Kran etwa 37,9 t. In einem Umzeichnungsplan von 1964 sollte der Wagen das Gattungszeichen Sklp erhalten, diese Umzeichnung wurde jedoch nicht ausgeführt und der Wagen am 12. Februar 1966 in der Zentralwerkstatt Kopenhagen wieder zerlegt.

### DSB Specialvogn 637 und 638
Aus den Drehgestellen entstanden die beiden Schienenverlegewagen 637 und 638, die nicht im Streckendienst verwendet wurden.
Der Schienenverlegewagen 637 wurde in Roskilde eingesetzt und 2001 nach Kopenhagen umbeheimatet. 2005 wurde er von Banedanmark als Baureihe 605A umgezeichnet. Er bekam keine UIC-Nummer.
Der Schienenverlegewagen 638 wurde in Fredericia eingesetzt. 1985/86 wurde er als Dienstwagen 950 3 638 umgezeichnet und erhielt die UIC-Nummer 40 86 950 3 638-9. 1987/88 wurde er ausgemustert.

### DSB TM 9991
Aus den beiden dreiachsigen Drehgestellen entstand 1956 der 19,5 Meter lange sechsachsige Tiefladewagen TM 9991. Das Fahrzeug war für Lasten bis 45 t, später bis 47 t vorgesehen. Jedes Drehgestell besaß eine eigene Handbremse. 1965 erhielt der Wagen die Bezeichnung Uai 989 1 000. Die UIC-Nummern waren von 1965 bis 1968: 21 86 989 1 000-5 und von 1968 bis 1973: 31 86 989 1 000-3. 1974 erfolgte eine erneute Umzeichnung zum Uaai 989 1 000 und 1980 zum Uaaik 993 2 000. Um den Wagen weiter einsetzen zu können, hätten 1985 die Drehgestelle ausgewechselt werden müssen. Da zu diesem Zeitpunkt kein Bedarf für den Wagen vorhanden war, wurde er ausgemustert.